# داكوتا جويو
داكوتا جويو (بالإنجليزية: Dakota Avery Goyo)‏ هو ممثل كندي، ولد في 22 أغسطس 1999 بتورونتو في كندا. بدأ مشواره المهني سنة 2005، ومن الجوائز التي نالها جائزة الفنان الصغير.

## أعمال

### أفلام
- (2011) ثور[3][4]
- (2011) فولاذ حقيقي[5]
- (2012) نهوض الحراس[6][7][8]
- (2013) دارك سكايز
- (2014) نوح

## جوائز
- جائزة الفنان الصغير

## وصلات خارجية
- داكوتا جويو على موقع IMDb (الإنجليزية)
- داكوتا جويو على موقع ألو سيني (الفرنسية)
- داكوتا جويو على موقع أول موفي (الإنجليزية)
- داكوتا جويو على موقع قاعدة بيانات الأفلام السويدية (السويدية)
- داكوتا جويو على موقع قاعدة بيانات الفيلم (الإنجليزية)
- داكوتا جويو على موقع كينوبويسك (الروسية)